# Telquis
En la mitología griega Telquis o Telquín (en griego Τελχίς) es un personaje secundario vinculado a la estirpe Inácida. En una versión pertenece a  la genealogía argiva y en otra a la genealogía sicionia. No obstante parece que son dos variantes del mismo personaje.

### Estirpe argiva
En cuanto a Foroneo, reinando en todo lo que después se llamó Peloponeso, engendró en la ninfa Telédica a Apis y Níobe. Apis transformó su poder en tiranía y llamó Apia al Peloponeso; por actuar como tirano violento fue víctima de las intrigas de Telxión y Telquín; murió sin hijos y fue deificado con el nombre de Sarapis.

### Estirpe sicionia
«Dicen que de Egialeo nació Europe, de Europe, Telquis, y de Telquis, Apis. Este Apis aumentó su poderío hasta tal punto que, antes de llegar Pélope a Olimpia, el país de este lado del Istmo se llamó Apia por él. De Apis era hijo Telxión.
Según Eusebio Telquín fue el tercer rey de sicionios y su gobierno duró veinte años. Semíramis fue su coetánea.
| Predecesor: Europe | Reyes de Sición | Sucesor: Apis |